# 6 Dywizja Powietrznodesantowa (Wielka Brytania)
6 Dywizja Powietrznodesantowa – dywizja powietrznodesantowa armii brytyjskiej z okresu II wojny światowej i tużpowojennego. Pomimo swojej nazwy, była w rzeczywistości drugą z dwóch dywizji powietrznodesantowych stworzonych przez armię brytyjską podczas wojny, po 1 Dywizji Powietrznodesantowej.
6 Dywizja Powietrznodesantowa została utworzona w połowie 1943 r., a jej pierwszym dowódcą został gen. Richard Gale. Dywizja składała się z 3 i 5 Brygady Spadochronowej wraz z 6 Brygadą Powietrznodesantową i jednostkami wspierającymi. Pierwszą misją 6 Dywizji była operacja Tonga przeprowadzona 6 czerwca 1944 r. w ramach lądowania w Normandii, gdzie była odpowiedzialna za zabezpieczenie lewej flanki alianckich wojsk inwazyjnych podczas pierwszego etapu operacji Overlord. Dywizja pozostała w Normandii przez trzy miesiące, zanim została wycofana we wrześniu. W Anglii dywizja ćwiczyła codziennie, przygotowując się do wzięcia udziału w operacji Market Garden, ale ostatecznie nie wykorzystano jej w tej operacji. Dywizja została ponownie zmobilizowana i wysłana na front do Belgii w grudniu 1944 r., aby przeciwdziałać niespodziewanej ofensywie niemieckiej w Ardenach. Ich ostatnia misja powietrznodesantowa odbyła się 24 marca 1945 r. w ramach operacji Varsity nad Renem.
Po wojnie dywizja została zakwalifikowana jako Imperialna Rezerwa Strategiczna i przeniesiona na Bliski Wschód. Początkowo wysłana do Palestyny w celu szkolenia rekrutów w skokach spadochronowych, dywizja została zaangażowana do obowiązków policyjnych i zapewnienia bezpieczeństwa wewnętrznego. W Palestynie dywizja przeszła kilka zmian formacyjnych i została zredukowana do zaledwie dwóch brygad spadochronowych przed jej ostatecznym rozwiązaniem w 1948 r.

## Sformowanie

Jeździec na pegazie – naszywka mundurowa brytyjskiej 6 Dywizji Powietrznodesantowej

31 maja 1941 r. Komitet Szefów Sztabów i premier Wielkiej Brytanii Winston Churchill zatwierdzili wspólne memorandum armii i lotnictwa; zalecili w nim, aby brytyjskie siły powietrznodesantowe składały się z dwóch brygad spadochronowych, jednej z siedzibą w Anglii, a drugą rozlokowaną na Bliskim Wschodzie, a także utworzyć oddziały szybowcowe o sile 10 tys. żołnierzy. Następnie, 23 kwietnia 1943 r. Ministerstwo Wojny zezwoliło na utworzenie drugiej brytyjskiej dywizji powietrznodesantowej.
Ta druga formacja nosiła numer 6 Dywizji Powietrznodesantowej i została powierzona gen. Richardowi Gale'owi, który wcześniej dowodził 1 Brygadą Spadochronową. Pod jego dowództwem miała powstać 3 Brygada Spadochronowa wraz z dwoma batalionami (2. batalion Ox and Bucks i 1. batalion Strzelców Ulsterskich) przeniesionymi z 1 Dywizji Powietrznodesantowej, tworzącymi jądro nowej 6 Brygady Powietrznodesantowej. Brygada powietrznodesantowa była ważną częścią dywizji powietrznodesantowej, a jej siła była niemal równa sile dwóch połączonych brygad spadochronowych, zaś bataliony piechoty szybowcowej były najciężej uzbrojonymi jednostkami piechoty w armii brytyjskiej. W tym samym czasie kilku oficerów, weteranów bojowych z 1 Dywizji Powietrznodesantowej wysłano do nowej dywizji jako dowódców brygady i batalionów. Pomiędzy majem a wrześniem utworzono pozostałe jednostki dywizji, w tym 5 Brygadę Spadochronową, 6 Powietrznodesantowy Pułk Rozpoznania Pancernego, 53 Powietrznodesantowy Pułk Lekkiej Piechoty Worcester Yeomanry, Artylerię Królewską oraz pathfindersów dywizji działających w ramach 21. niezależnej kompania spadochronowejFord 2011 ↓, s. 19–20. Kwatera główna dywizji mieściła się w Syrencot House w miejscowości Figheldean w hrabstwie Wiltshire.

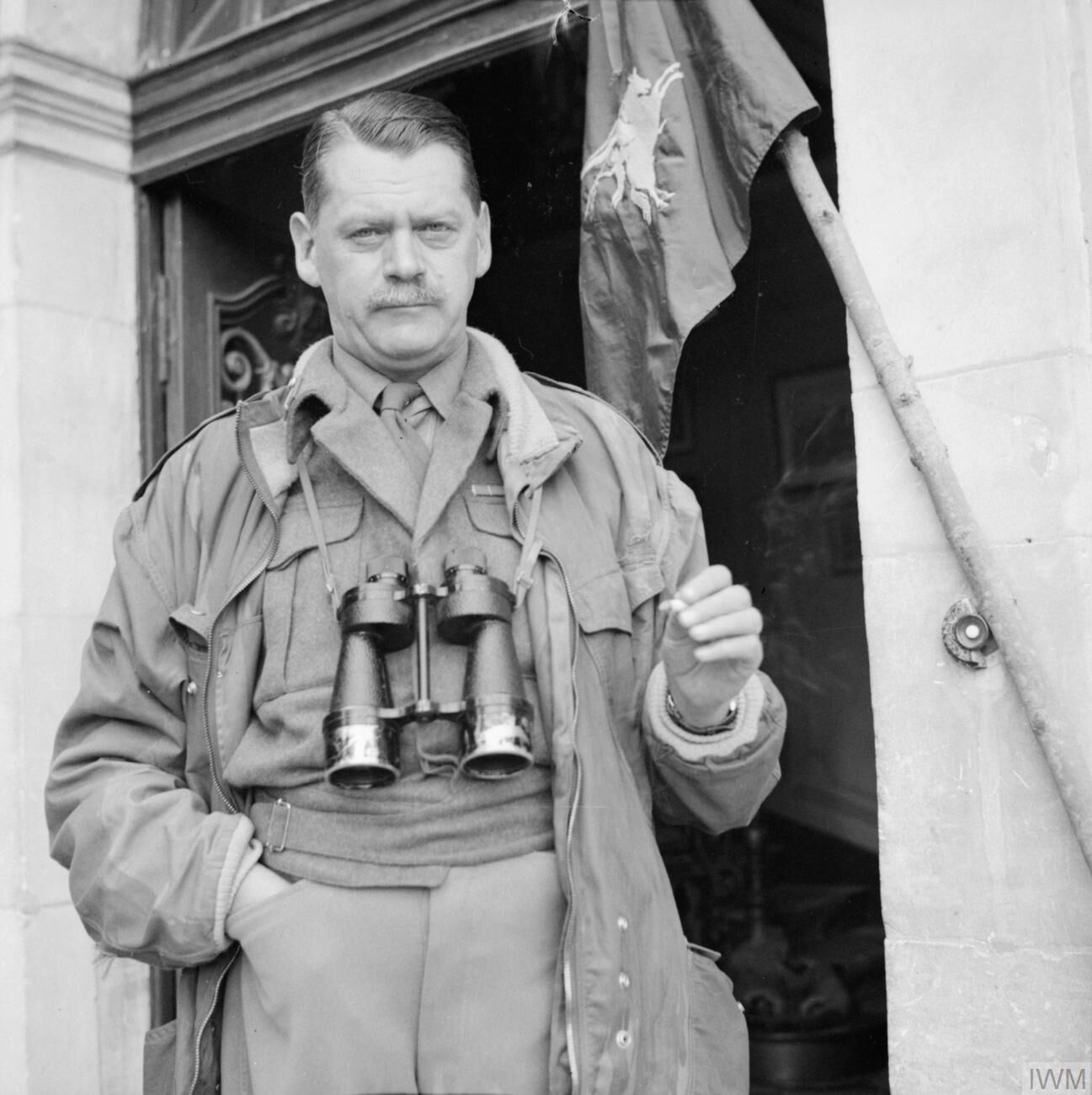
Pierwszy dowódca dywizji, gen. Richard Nelson „Windy” Gale

Od czerwca do grudnia 1943 r. jednostka przygotowywała się do akcji, szkoląc się na każdym poziomie, od sekcji do całej dywizji w dzień i w nocy. Oczekiwano, że żołnierze wojsk powietrznodesantowych będą walczyć z większą liczbą przeciwników niż zwykła piechota, a także z artylerią i czołgami. Szkolenie zostało zatem zaprojektowane w celu pobudzenia ducha samodyscypliny, samodzielności i agresywności, ze szczególnym naciskiem na sprawność fizyczną, celność i umiejętności terenowe. Duża część szkolenia składała się z kursów szturmowych i marszów na orientację. Ćwiczenia wojskowe obejmowały zdobywanie i utrzymywanie przyczółków wokół stref zrzutu, mostów drogowych lub kolejowych oraz fortyfikacji przybrzeżnych. Pod koniec ćwiczeń żołnierze najczęściej maszerowali z powrotem do koszar, zwykle w odległości około 32 km. Spodziewano się zdolności pokonywania znacznych odległości z dużą prędkością; plutony musiały pokonać dystans 80 km w ciągu 24 godzin, a bataliony 51 km.
Pod koniec wojny w Europie, w maju 1945 r. dywizja została wybrana do Indii i uformowania korpusu powietrznego wraz z 44 Indyjską Dywizją Powietrznodesantową. Szpica dywizji, utworzona wokół 5 Brygady Spadochronowej, przybyła już do Indii, kiedy Japończycy poddali się po atakach atomowych na Hiroszimę i Nagasaki. Po kapitulacji wszystkie plany uległy zmianie. Powojenna armia brytyjska potrzebowała tylko jednej dywizji powietrznodesantowej, a 6 Dywizja została wybrana, aby pozostać w czynnej służbie, dlatego wysłano ją na Bliski Wschód jako Imperialną Rezerwę Strategiczną.
Kiedy dywizja została wysłana na Bliski Wschód, 2 Brygadę Spadochronową przydzielono w celu wzmocnienia jej. W maju 1946 r., po rozwiązaniu 1 Dywizji Powietrznodesantowej, 1 Brygada Spadochronowa dołączyła do dywizji, zastępując 6 Brygadę Powietrznodesantową. Kolejny duży napływ siły ludzkiej nastąpił w 1947 r., kiedy 3 Brygada Spadochronowa została rozwiązana, a 2 Brygada Spadochronowa, pozostając częścią dywizji, została wycofana do Anglii, a następnie wysłana do Niemiec. 18 lutego 1947 r. ogłoszono, że 6 Dywizja Powietrznodesantowa zostanie rozwiązana po opuszczeniu Palestyny. Stopniowo jednostki dywizji opuszczały kraj i były rozwiązywane, ostatnie obejmowały część kwatery głównej, 1 Batalionu Spadochronowego i 1 Dywizjonu Powietrznodesantowego oraz Inżynierów Królewskich, które przeszły do historii 18 maja 1948 r..

## Historia operacyjna

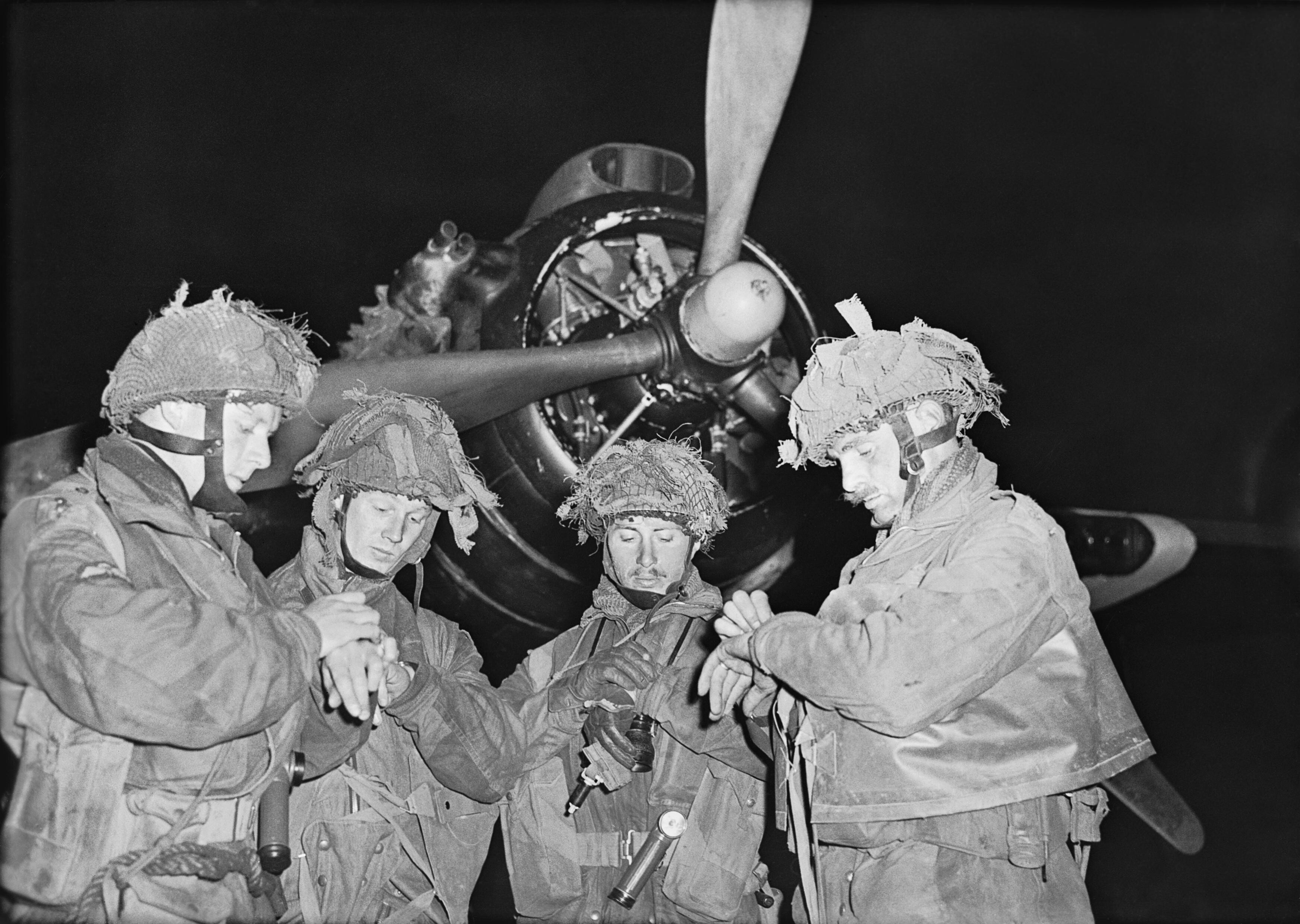
Żołnierze 22. niezależnej kompanii spadochronowej, pathfindersi dywizji, przed wylotem do Normandii na operację Tonga, noc z 5 na 6 czerwca 1944 r.

23 grudnia 1943 r. dywizji nakazano osiągnięcie gotowości bojowej do 1 lutego 1944 r.. Szkolenie zintensyfikowało się i w kwietniu 1944 r. pod dowództwem I Korpusu Powietrznodesantowego dywizja wzięła udział w Ćwiczeniach Mush. Odbywające się w hrabstwach Gloucestershire, Oxfordshire i Wiltshire gigantyczne manewry były rozłożone na trzy dni i zaangażowały całą 1 i 6 Dywizje Powietrznodesantowe. Ćwiczenia te, o czym nie wiedzieli spadochroniarze, były próbą generalną zaangażowania dywizji w zbliżającą się inwazję na Normandię. Celem dywizji było zabezpieczenie lewej flanki obszaru inwazyjnego poprzez zdobycie wysokiego położonego terenu w obszarze pomiędzy rzekami Orne i Dives. Zadanie obejmowały zdobycie dwóch mostów przecinających rzekę i kanał Orne; zniszczenie baterii dział w Merville-Franceville-Plage, która była w stanie ostrzelać żołnierzy lądujących na pobliskiej plaży Sword oraz zniszczenie mostów nad rzeką Dives, aby niemieckie posiłki pancerne nie zbliżyły się do lądowisk od północy.

### Lądowanie w Normandii
Inwazja na Normandię rozpoczęła się tuż po północy 6 czerwca 1944 r. Pierwszymi jednostkami dywizji przeznaczonymi do lądowania byli pathfindersi i sześć plutonów z kompanii D 2. batalionu Pułku Lekkiej Piechoty Ox and Bucks, z 6 Brygady Powietrznodesantowej bryg. Hugh Kindersleya. Podczas gdy pathfindersi oznaczali strefy zrzutu dywizji, kompania D przeprowadziła atak szybowcowy na dwa mosty na rzece Orne i kanale Caen. W ciągu kilku minut od lądowania oba mosty zostały zdobyte, a kompania okopała się, aby ich bronić, aż do chwili dotarcia posiłków z plaż. Dowódca kompanii, mjr John Howard, zasygnalizował swój sukces, przesyłając słowa kodowe „Szynka i Dżem” (ang. „Ham and Jam”).
Wkrótce potem samoloty przewożące 5 Brygadę Spadochronową bryg. Nigela Poetta przyleciały nad ich głowami, kierując się do swojej strefy zrzutu na północ od Ranville. Brygada miała wzmocnić obrońców na mostach; 7. batalion spadochronowy na zachodzie, a gdy 12. i 13. batalion spadochronowy okopali się na wschodzie, koncentrując się wokół Ranville, gdzie została utworzona kwatera główna brygady.
3 Brygada Spadochronowa bryg. Jamesa Hilla miała dwie strefy zrzutu, jedną na północy dla 9. batalionu spadochronowego, którego zadaniem było zniszczenie baterii dział w Merville i 1. kanadyjskiego batalionu spadochronowego z zadanie wysadzenia mostów nad rzeką Dives. 8. batalion spadochronowy miał wylądować na drugiej strefie zrzutu i zniszczyć mosty nad rzeką Dives na południu.

### Wyjście z Normandii

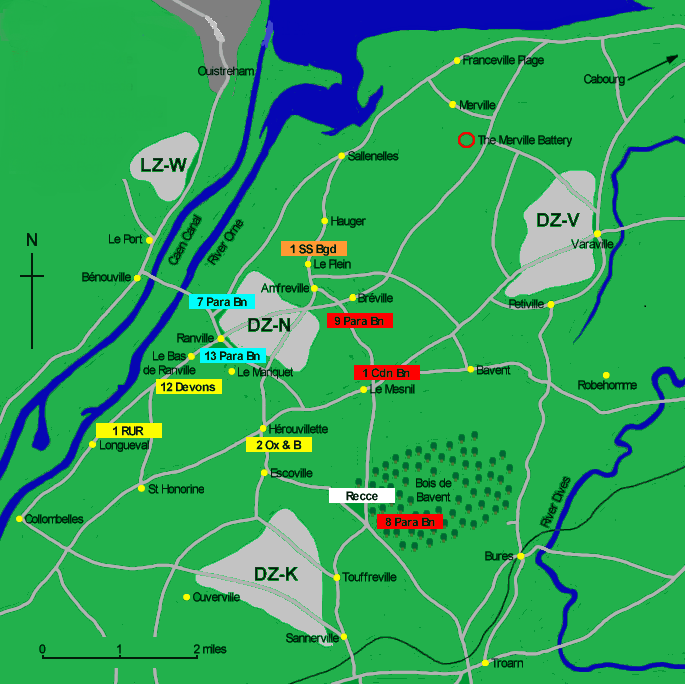
Pozycje 6 Dywizji Powietrznodesantowej w Normandii 6 czerwca 1944 r.

Po zdobyciu Bréville-les-Monts 13 czerwca dywizja nie była już kontratakowana przez Niemców, nie licząc niemal ciągłego ostrzału artyleryjskiego pomiędzy 18 a 20 czerwca. Dalsze posiłki przybyły na wschód od rzeki Orne w dniu 20 lipca; 49 Dywizja Piechoty West Riding przesunęła się na linię pomiędzy 6 Dywizją Powietrznodesantowej a 51 Dywizją Piechoty Górskiej. Następnie, 7 sierpnia, 6 Dywizja Powietrznodesantowa otrzymała polecenie przygotowania się do przejścia do ofensywy, której celem było ujście Sekwany. Trzy dywizje na wschód od rzeki Orne znalazły się pod dowództwem brytyjskiego I Korpusu, wchodzącego w skład 1 Armii Kanadyjskiej, a wydając rozkazy gen. John Crocker, zdający sobie sprawę z tego, że 6 Dywizja Powietrznodesantowa prawie nie miała artylerii, pojazdów ani sprzętu inżynieryjnego, nie spodziewał się, że spadochroniarze posuną się bardzo szybko. Aby dotrzeć do Sekwany, dywizja musiałaby przekroczyć trzy szerokie rzeki i miała tylko dwie główne linie natarcia; jedna droga biegła wzdłuż wybrzeża kanału La Manche, a druga dalej w głąb lądu od Troarn do Pont-Audemer. Dywizja wróciła do Anglii na początku września, ponosząc ponad 4,5 tys. ofiar od dnia inwazji.

### Ardeny
W Anglii dywizja przeszła czas otrzymywania uzupełnień i szkolenia, koncentrując się na walkach miejskich w zbombardowanych obszarach Southampton i Birmingham. Kulminacją programu treningowego były Ćwiczenia Eve, atak na Tamizę, która miała symulować rzekę Ren w Niemczech. W grudniu dywizja, dowodzona teraz przez gen. Erica Bolsa, przygotowywała się do świątecznego urlopu, kiedy rozeszły się wieści o rozpoczęciu niemieckiej ofensywy w Ardenach. Z udziałem 29 dywizji niemieckich i 33 alianckich bitwa ardeńska stała się największą pojedynczą bitwą na froncie zachodnim II wojny światowej. W ramach 1 Alianckiej Armii Powietrznodesantowej 6 Dywizja Powietrznodesantowa była dostępna jako element rezerwy strategicznej. Jednostka została wysłana na kontynent drogą morską przez Calais i Ostendę. Wraz z pozostałymi dwiema formacjami rezerwowymi, amerykańską 82 i 101 Dywizją Powietrznodesantową, już w Reims w północnej Francji, wysłano ich do Belgii. W Boże Narodzenie 6 Dywizja Powietrznodesantowa wyruszyła, aby zająć pozycje przed szpicą niemieckiej ofensywy; w drugi dzień świąt spadochroniarze osiągnęli przydzielone im miejsca na linii obronnej pomiędzy Dinant i Namur, z 3 Brygadą Spadochronową po lewej, 5 Brygadą Spadochronową po prawej i 6 Brygadą Powietrznodesantową w rezerwie W ciągu następnych dni niemiecki atak został zatrzymany, a przeciwnik zmuszony do odwrotu, aż pod koniec stycznia 1945 r. brygada wkroczyła do Holandii. Tutaj dywizja przejęła odpowiedzialność za obszar wzdłuż rzeki Mozy pomiędzy Venlo i Roermond. Dywizja poprowadziła patrole po obu stronach rzeki przeciwko swoim przeciwnikom z niemieckiej 7 Dywizji Strzelców Spadochronowych. Pod koniec lutego 6 Dywizja Powietrznodesantowa powróciła do Anglii, aby przygotować się do kolejnej akcji bojowej: przeprawy przez Ren.

### Forsowanie Renu

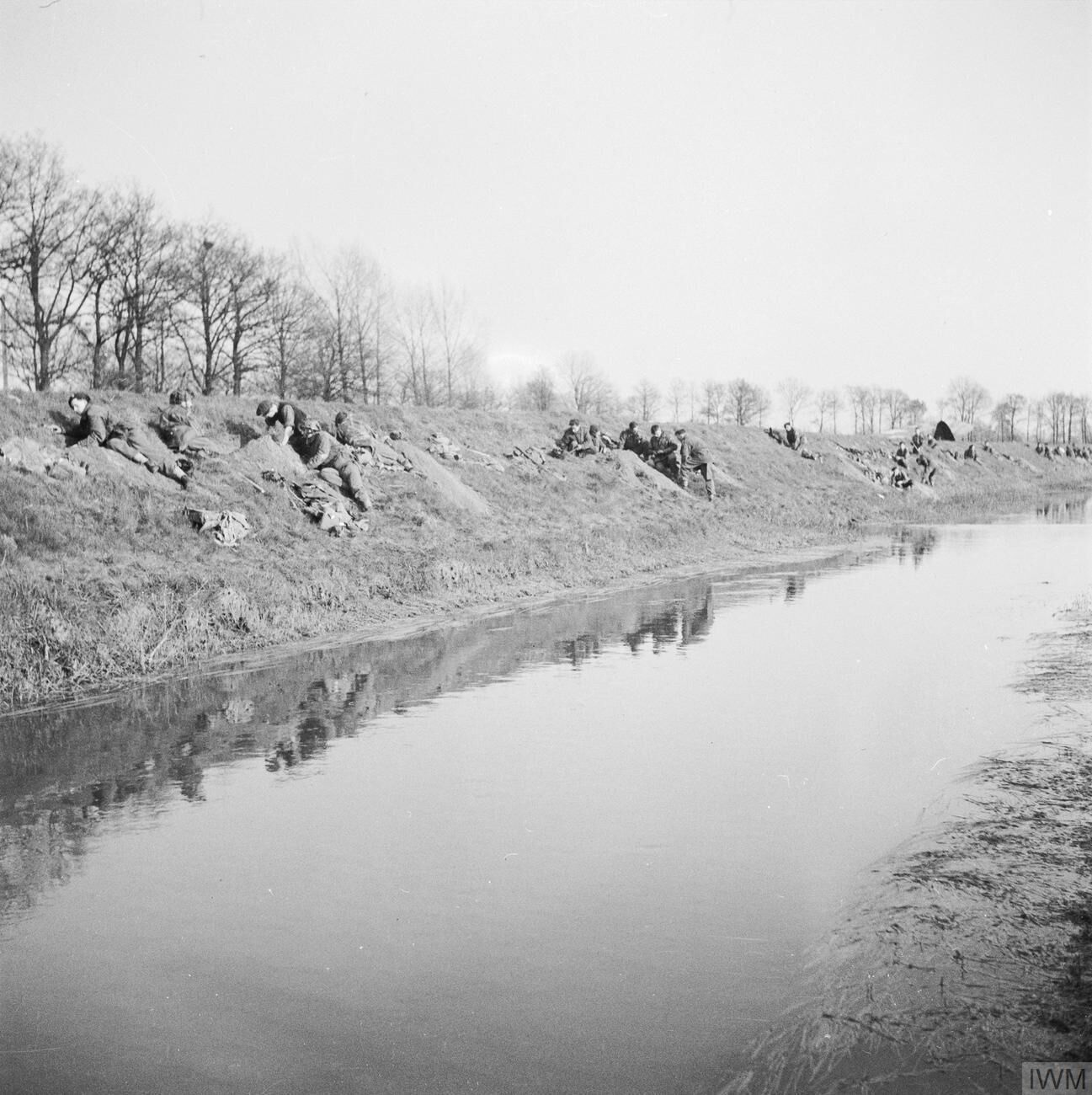
Brytyjska piechota szybowcowa z 1. batalionu Pułku Królewskich Strzelców Ulsterskich okopujące się nad brzegiem rzeki Issel w Niemczech, 24 marca 1945 r.

Podczas gdy wszystkie inne lądowania alianckie były niespodzianką dla Niemców, wróg spodziewał się przeprawy przez Ren, a ich umocnienia zostały wzmocnione w oczekiwaniu. Operację powietrznodesantową poprzedziła dwudniowa misja bombowe alianckich sił powietrznych. Następnie 23 marca 1945 r. 3,5 tys. dział artyleryjskich wycelowało na pozycje niemieckie. O zmierzchu rozpoczęło się forsowanie Renu w ramach operacji wojsk lądowych 21 Grupy Armii o kryptonimie Plunder. Ze swojej strony w powietrznodesantowej operacji Varsity 6 Dywizja Powietrznodesantowa została przydzielona do XVIII Korpusu Powietrznodesantowego gen. Matthew Ridgwaya, skaczącego wraz z 17 Dywizją Powietrznodesantową gen. Williama Mileya.

### Daleki Wschód
5. Brygada Spadochronowa została wysłana na Daleki Wschód pod zwycięstwie nad Japonią w celu ochrony interesów i zabezpieczenia własności Holenderskich Indii Wschodnich, a także utrzymywania bezpieczeństwa wewnętrznego na Jawie i w Singapurze, podczas rozbrojenia żołnierzy Cesarskiej Armii Japońskiej do 1946 r. Do tego czasu zostali odesłani do Palestyny, aby wziąć udział w operacjach pokojowych z resztą 6 Dywizji Powietrznodesantowej.

### Palestyna
Pod koniec 1945 r. 6 Dywizja Powietrznodesantowa rozlokowała się w Palestynie, gdy żydowska rebelia przeciwko rządom brytyjskim tam się nasiliła. Do obowiązków spadochroniarzy należało egzekwowanie godziny policyjnej i przeszukiwanie miast, miasteczek oraz osad wiejskich w poszukiwaniu broni i partyzantów. Pod koniec 1947 r., kiedy rozpoczęło się wycofywanie Brytyjczyków z Palestyny, trwała tam już wojna domowa pomiędzy społecznością żydowską i arabską. Pododdziały dywizji stopniowo opuszczały kraj, a ostatni żołnierze brytyjscy opuścili Hajfę 18 maja, zaledwie kilka dni po ogłoszeniu niepodległości przez Izrael. Pomiędzy październikiem 1945 r. a kwietniem 1948 r. straty dywizji w wyniku działań wroga wyniosły 58 zabitych i 236 rannych. Kolejnych 99 żołnierzy zmarło z przyczyn innych niż działania wroga, Podczas przeszukiwania dzielnic żydowskich i arabskich żołnierze dywizji odkryli 99 moździerzy, 34 karabiny maszynowe, 174 pistolety maszynowe, 375 karabinów, 391 pistoletów, 97 min lądowych, 2582 granaty ręczne i 302 530 sztuk amunicji.